# Der schwarze Engel (2018)
Der schwarze Engel (Originaltitel El Ángel) ist ein Kriminalfilm von Luis Ortega, der im Mai 2018 bei den Internationalen Filmfestspielen von Cannes seine Premiere feierte. Bei der Filmbiografie ließ sich der Regisseur von der mutmaßlichen Lebensgeschichte des Serienmörders Carlos Robledo Puch inspirieren.

## Handlung
Der 17-jährige Carlos lebt Anfang der 1970er Jahre in Buenos Aires. Als er sich mit seinem Mitschüler Ramón anfreundet, dessen Familie sich mithilfe illegaler Geschäfte über Wasser hält und dessen Vater José drogenabhängig ist, dauert es nicht lange, bis sie gemeinsam auf Diebestour gehen. Carlos stammt aus gutem Haus, und seine Mutter Aurora ist zunehmend besorgt. Seine neuentdeckte Leidenschaft für Einbrüche und Diebstähle gibt ihm jedoch immer wieder einen Kick.
Doch dann wird aus dem Dieb ein rücksichtsloser Serienmörder, und als er eines Tages festgenommen wird, bezeichnet ihn die Presse aufgrund seines Aussehens und seiner feinen Gesichtszüge als „Engel des Todes“. So wird er nicht nur wegen seiner Taten, sondern auch wegen seines schönen Äußeren zu einer Berühmtheit.

## Produktion

### Stab und Biografisches
Regie führte Luis Ortega, der gemeinsam mit Rodolfo Palacios und Sergio Olguín auch das Drehbuch schrieb. Er ließ sich hierfür von der Lebensgeschichte Carlos Robledo Puchs inspirieren, eines aufgrund seines Geständnisses verurteilten Serienmörder, der Anfang der 1970er-Jahre in Argentinien sein Unwesen trieb. Dieser wurde in der Presse als „Todesengel“ bekannt. Puch erschoss zwischen Mitte März 1971 und Anfang Februar 1972 elf Menschen, meist von hinten, wenn sie ihn nicht sehen konnten oder während sie schliefen. Unter den Opfern befanden sich auch zwei seiner Freunde (Komplizen). Als Puch verhaftet wurde, war er 20 Jahre alt und befindet sich seitdem im Gefängnis. Die Serienmorde gehören zu den schlimmsten Fällen in der argentinischen Kriminalgeschichte: „Noch nie hat ein Strafverfahren die argentinische Gesellschaft so bewegt“, sagte Osvaldo Soriano im Februar 1972 in der Kulturbeilage von La Opinion.
Monica Castillo von RogerEbert.com schrieb, dass Regisseur Luis Ortega sich mit der Inspirationsgeschichte Freiheiten nahm, indem er Carlos als schwulen psychopathischen Killer neu erdachte.

### Besetzungund Dreharbeiten
Der Argentinier Lorenzo Ferro gibt in der Rolle von Carlos in Der schwarze Engel sein Schauspieldebüt. Der chilenische Schauspieler Luis Gnecco spielt seinen Vater Héctor, Cecilia Roth seine Mutter Aurora. Chino Darín übernahm die Rolle seines neuen Freundes Ramón, Daniel Fanego spielt dessen Vater José, Mercedes Morán dessen Mutter Ana María.
Die deutsche Synchronisation erfolgte durch die Think Global Media GmbH, Berlin.
Gedreht wurde im Sommer 2017 in und um die argentinische Hauptstadt Buenos Aires.

### Veröffentlichung
Die Premiere des Films erfolgte am 11. Mai 2018 bei den Internationalen Filmfestspielen von Cannes. Im September 2018 wurde er beim Toronto International Film Festival und beim Fantastic Fest vorgestellt und hiernach auch beim Zurich Film Festival und beim San Sebastian Film Festival. In Deutschland wurde der Film erstmals ab 14. April 2019 im Rahmen der Fantasy Filmfest Nights gezeigt.

## Rezeption

### Altersfreigabe
In Deutschland wurde der Film von der FSK ab 16 Jahren freigegeben. Der Förderverein Filmkultur Bonn weist auf den ersten Satz hin, den der Protagonist mit seinem engelgleichen, fast mädchenhaften Äußeres spricht: „Wir alle haben ein Schicksal. Ich wurde als Dieb geboren.“ Damit scheine er all seine folgenden Handlungen zu legitimieren und lege fernab von jeglichen gesellschaftlichen Normen und moralischen Wertvorstellungen eine absurde Natürlichkeit an den Tag. Die ambivalente Persönlichkeit des Titelhelden sei bis zum Schluss nicht richtig zu fassen und Kategorien von Richtig und Falsch, Gut und Böse, Vernunft und Wahnsinn würden auf den Kopf gestellt.

### Kritiken und finanzieller Erfolg
Der Film wird von 73 Prozent aller bei Rotten Tomatoes erfassten Kritiker positiv bewertet.
Stephen Dalton bemerkt in The Hollywood Reporter, dass der Film „den latenten erotischen Subtext explizit macht und die androgyne Schönheit seines sexuell mehrdeutigen Antihelden verehrt“.

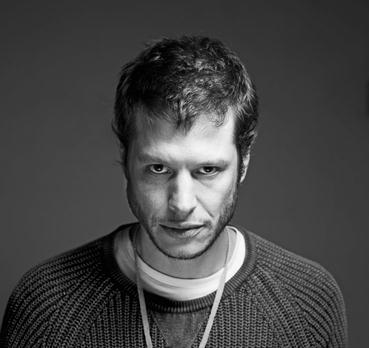
Regisseur Luis Ortega

Marion Schlosser schreibt im Online-Kinomagazin uncut.at, die Figur des Carlitos, mit seinen blonden Locken, dem Schmollmund und den runden Pausbacken, werde als „Engel“ inszeniert, doch je stärker er der äußerlichen Vorstellung eines Engels gleicht, desto gegensätzlicher erschienen seine charakterlichen Züge. Dadurch, dass sich Luis Ortega auf die Inszenierung des von Lorenzo Ferro gespielten Protagonisten fokussiert, der Mittelpunkt einer jeden Szene ist, wirke diese Personendarstellung jedoch auch schnell überzeichnet. Lorenzo Ferro versuche zwar, eine facettenreiche schauspielerische Leistung abzuliefern und beeindrucke bei der Tanznummer zu Beginn des Films, wirke aber leider die meiste Zeit wie ein pubertierendes Kind auf Ecstasy, so Schlosser, was aber auch dem eher seichten Drehbuch geschuldet sei: „Die Ausgangssituation erscheint zwar vielversprechend, die Dialoge sind teilweise ganz witzig, gehen allerdings nie wirklich in die Tiefe. Auch die Narration wirkt deshalb eher ungeordnet und nicht sehr flüssig.“ Stellenweise erscheine der Film dann auch langatmig, so Schlosser. Positiv hebt sie vor allem die Farb- und Bildkompositionen im 1970er-Jahre-Flair hervor, ebenso den Einsatz von Musik und resümiert: „Alles in allem ist El ángel sicherlich kein künstlerisches Meisterwerk – aber schön anzusehen ist es dennoch. Er wirkt wie ein um Coolness bemühter Actionthriller, der immer wieder humorvolle Momente einstreut, wobei nur mancher Witz auch zündet.“
Der schwarze Engel war im Jahr 2018 der erfolgreichste einheimische Film in Argentinien.

### Auszeichnungen (Auswahl)
Der schwarze Engel wurde von Argentinien als Beitrag für die Oscarverleihung 2019 in der Kategorie Bester fremdsprachiger Film eingereicht. Im Folgenden eine Auswahl von Auszeichnungen und Nominierungen.

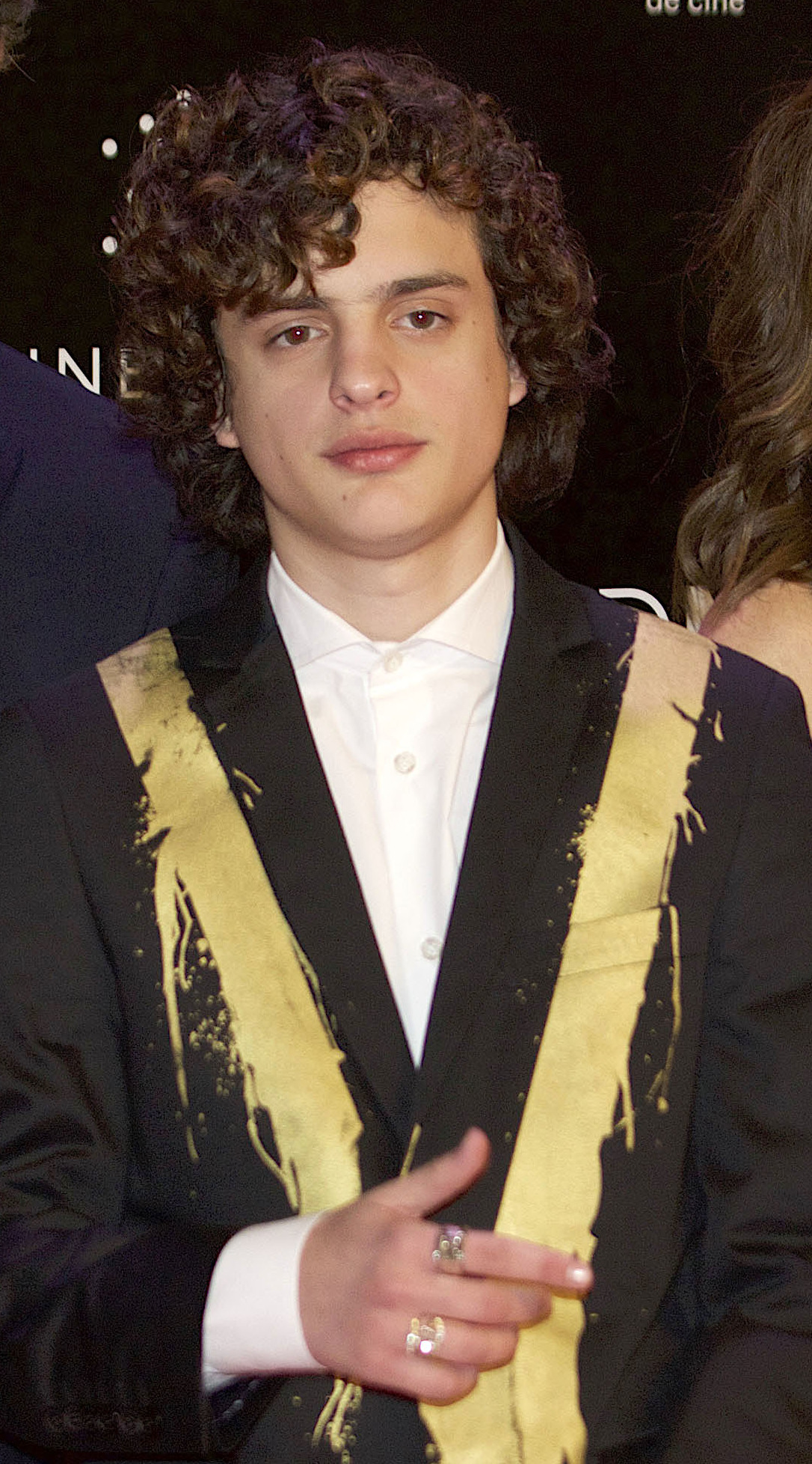
Lorenzo Ferro, hier beim Premios Fénix, spielt in der Hauptrolle Carlos

Academy of Motion Picture Arts and Sciences of Argentina 2018
- Auszeichnung als Beste Nebendarstellerin (Mercedes Morán)
- Auszeichnung als Bester Nebendarsteller (Daniel Fanego)
- Auszeichnung als Bester Nachwuchsdarsteller (Lorenzo Ferro)
- Auszeichnung für die Beste Kamera (Julián Apezteguia)
- Auszeichnung für die Beste Art Direction (Julia Freid)
- Auszeichnung für die Besten Kostüme (Julio Suárez)
- Auszeichnung für das Beste Make-up (Marisa Amenta)
- Nominierung als Bester Film (Luis Ortega)
- Nominierung für die Beste Regie (Luis Ortega)
- Nominierung als Bester Schauspieler (Chino Darín)
- Nominierung für das Beste Originaldrehbuch (Luis Ortega, Rodolfo Palacios und Sergio Olguín)
- Nominierung für den Besten Filmschnitt (Guille Gatti)
- Nominierung für den Besten Ton (José Luis Díaz)

Goya 2019
- Nominierung als Bester iberoamerikanischer Film

Havana Film Festival 2018
- Auszeichnung als Bester Schauspieler (Lorenzo Ferro)
- Nominierung als Bester Film (Luis Ortega)

Internationale Filmfestspiele von Cannes 2018
- Nominierung für die Queer Palm (Luis Ortega)
- Nominierung Un Certain Regard (Luis Ortega)[13]

Palm Springs International Film Festival 2019
- Nominierung für den Cine Latino Award (Luis Ortega)
- Nominierung für den FIPRESCI-Preis als Bester fremdsprachiger Film (Luis Ortega)

Premios Fénix 2018
- Auszeichnung als Bester Schauspieler (Lorenzo Ferro)
- Nominierung für die Beste Art Direction (Julia Freid)
- Nominierung für den Besten Filmschnitt (Guille Gatti)
- Nominierung für die Beste Kamera – Fiction (Julián Apezteguia)
- Nominierung für den Besten Ton (José Luis Díaz)
- Nominierung für die Besten Kostüme (Julio Suárez)

San Sebastian Film Festival 2018
- Nominierung für den Publikumspreis (Luis Ortega)
- Nominierung als Bester Film (Luis Ortega)